# 語部マサユキ
語部 マサユキ（かたりべ まさゆき）は、日本の小説家、ライトノベル作家。

## 来歴
2013年（平成25年）、第19回スニーカー大賞特別賞を受賞した。

## 作品
- 『異界の軍師の救国奇譚』（角川スニーカー文庫、イラスト：明星かがよ、全3巻）
- 『転生従者の悪政改革録』（角川スニーカー文庫、イラスト：遠坂あさぎ、全3巻）
- 『縛りプレイ英雄記 奇跡の起きない聖女様』（角川スニーカー文庫、イラスト：ぎうにう、既刊2巻）
- 『如月さんカミングアウト』（角川スニーカー文庫、イラスト：風の子、単巻）
- 『疎遠な幼馴染と異世界で結婚した夢を見たが、それから幼馴染の様子がおかしいんだが?』（角川スニーカー文庫、イラスト：胡麻乃りお、既刊2巻）
- 『神様の予言書 俺の未来がアニメでは雑魚死だったので拒否します!!』（ドラゴンノベルス、イラスト：きのこ姫、単巻）
- 『魔法×科学の最強マシンで、姫も異世界も俺が救う！ 』（角川スニーカー文庫、イラスト：ソエジー：単巻）